# Karl Belding

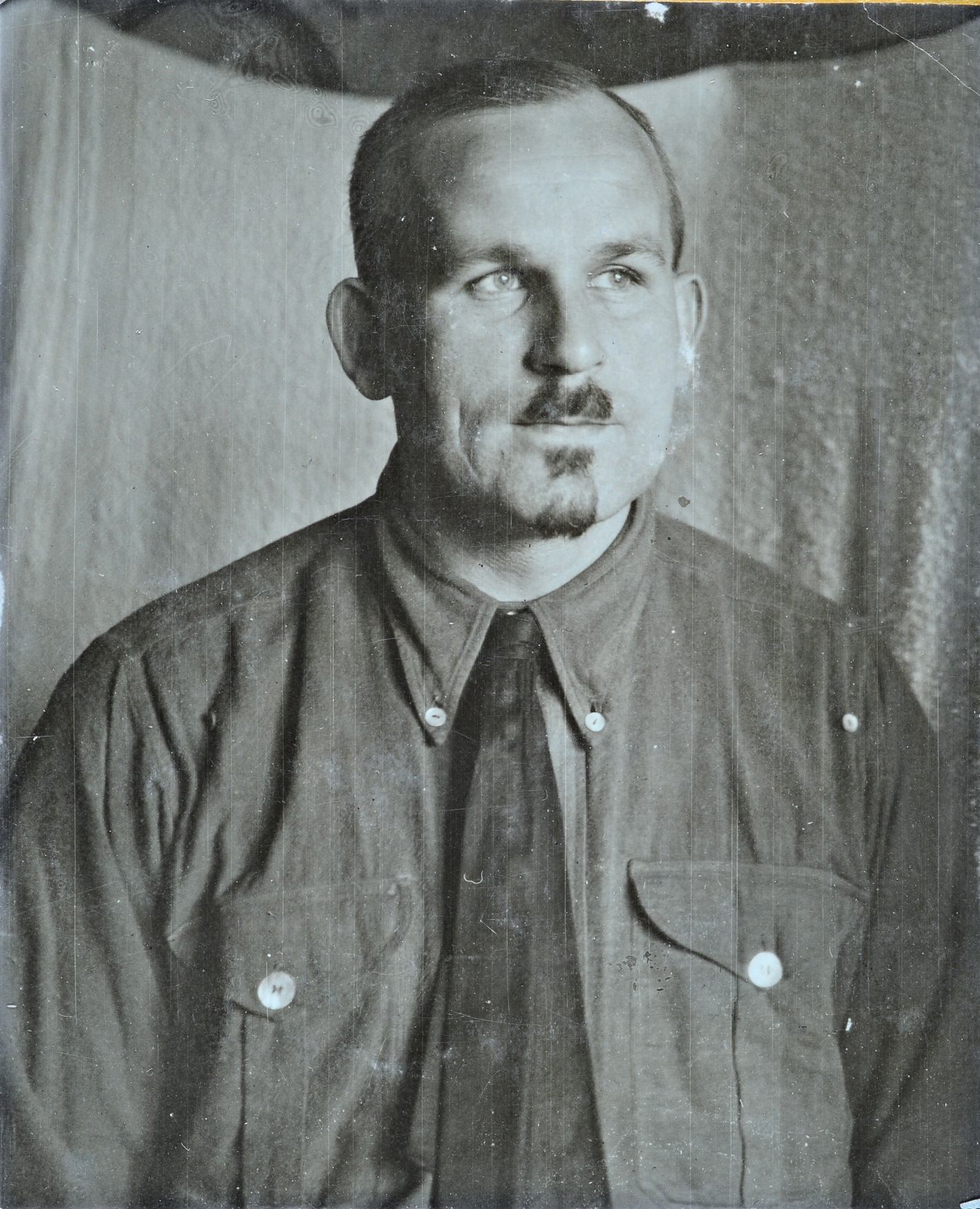
Karl Belding (um 1927)

Karl Belding (* 12. April 1897 in Fahrland; † 1. Juli 1934 in Breslau) war ein deutscher Polizeibeamter und SA-Führer, zuletzt im Rang eines SA-Standartenführers.

## Leben und Wirken

### Frühes Leben
1912 trat Belding als Schiffsjunge in die Kaiserliche Marine ein. Diese verließ er zum Ende des Ersten Weltkriegs als Obermaat. Anschließend meldete er sich zum Grenzschutz, einer behelfsmäßigen Organisation der Nachkriegszeit, in dem er bis zu seiner Auflösung Dienst tat. Ab ca. 1920 war er bei der Polizei tätig, in der er mindestens den Rang eines Unterwachtmeisters erreichte und aus der er 1923 entlassen wurde.
Von 1923 bis 1928 war Belding als Pförtner und Kontrolleur bei einer Privatfirma tätig. Nachdem er von 1928 bis August 1929 stellungslos gewesen war, arbeitete Belding dann von September 1929 bis 1933 als Chauffeur bei einer Privatfirma.

### Laufbahn in der NSDAP und SA bis 1934
Karl Belding begann sich in den 1920er Jahren in Kreisen der extremen politischen Rechten zu engagieren.
1925 gehörte Belding dem Berliner Ableger des völkischen Wehrverbandes Frontbann, dem Frontbann Nord unter Paul Röhrbein an.
Belding schloss sich zum 9. April 1926 der NSDAP an (Mitgliedsnummer 33.893). Außerdem wurde er Mitglied der Sturmabteilung (SA), dem Straßenkampfverband der Partei. 1931 führte er eine Berliner SA-Standarte und erreichte spätestens 1932 den Rang eines SA-Standartenführers.
Anfang 1933 war Belding zur besonderen Verfügung der SA-Motorbrigade Berlin-Brandenburg gestellt. Im April oder Juni 1933 wurde Belding, der als übler Schlägertyp und Mörder galt, vom Gruppenführer der SA Berlin-Brandenburg Karl Ernst dem SS-Führer von Berlin Kurt Daluege, der damals als Sonderkommissar eine Abteilung im Preußischen Innenministerium führte, zur Verfügung gestellt.
Im Sommer 1933 wurde Belding Kriminalangestellter bei der Gestapo in Berlin. Anfang Juni 1934 wurde er in dieser Funktion zur Gestapo in Breslau versetzt. In der SA wurde er gleichzeitig mit Wirkung vom 1. Juni 1934 von der Motorbrigade Berlin-Brandenburg zum Stabe der SA-Obergruppe VIII versetzt.
Die SS verdächtigte ihn – mit großer Wahrscheinlichkeit fälschlich –, am 19. Juni 1934 das angebliche „Schorfheide-Attentat“ auf Heinrich Himmler ausgeführt zu haben.

### Beldings Rolle im Mordfall Helmuth Unger
Am 26. Juni 1933 ("Tag der alten Garde") brachten Belding und sein Freund Bernhard Fischer-Schweder den früheren Stabsführer von Beldings SA-Standarte Helmuth Unger in ihre Gewalt und ermordeten ihn wahrscheinlich: Sie verhafteten Unger und brachten ihn zunächst zu einer Vernehmung durch den Gestapobeamten Rudolf Braschwitz in das von der SA und der Gestapo als Vernehmungszentrum genutzte ehemalige Karl-Liebknecht-Haus. 
Nach dem Ende der Vernehmung Ungers wurde dieser wahrscheinlich erneut von Belding und Fischer-Schweder übernommen, an einen unbekannten Ort verbracht und dort erschossen. Hintergrund war, dass Unger vor 1933 die politische Polizei der Weimarer Republik – die als Abteilung IA beim Berliner Polizeipräsidium untergebracht war – als Spitzel mit Informationen über illegale Aktivitäten der Berliner SA informiert hatte, weshalb er 1932 aus der SA ausgestoßen worden war.

### Ermordung
Am 30. Juni 1934 wurden Belding und Fischer-Schweder im Zuge der Röhm-Affäre auf Befehl Himmlers in Breslau verhaftet: Als sie an diesem Tag im Polizeipräsidium Breslau zum Dienst erschienen – die SS hatte in der Nacht vom 29. zum 30. Juni 1934 auf Befehl aus Berlin die vollziehende Gewalt in Breslau übertragen bekommen, daraufhin das Polizeipräsidium besetzt und die Kontrolle über dieses übernommen –, wurden sie von SS-Leuten in Gewahrsam genommen und ins Hausgefängnis des Polizeipräsidiums gesperrt, wo im Laufe dieses Tages mehrere Dutzend SA-Angehörige als Gefangene eingeliefert wurden. 
In der Nacht zum 1. Juli 1934 wurde Belding auf Befehl aus Berlin hin aus seiner Zelle geholt und zusammen mit einem halben Dutzend anderen SA-Angehörigen (darunter der Polizeipräsident von Gleiwitz Hans Ramshorn und der Adjutant des schlesischen SA-Chefs Heines Reinhard Nixdorf) in ein Waldstück außerhalb von Breslau gebracht und dort zusammen mit den anderen sechs Männern von einem SS-Kommando unter dem Befehl des SS-Obersturmführers Heinz Schlumps in den frühen Morgenstunden erschossen. Fischer-Schweder entging diesem Schicksal durch Glück, da ein mit ihm bekannter SS-Mann sich für ihn verbürgte, so dass er in seiner Zelle belassen wurde und nicht mit Belding und den anderen an der Todesfahrt in den Breslauer Wald teilnehmen musste.
Die Leichen wurden zunächst an Ort und Stelle begraben und später auf Befehl aus Berlin exhumiert und kremiert.
Beldings Witwe Gertrud Belding und die Kinder bekamen einige Wochen später von der Gestapo einige Schlüssel und eine leere Briefbörse zugeschickt.
Noch nach seinem Tod wurde bis 1935 gegen Belding und seinen Kollegen Othmar Toifl wegen des tätlichen Angriffs auf einen ausländischen Konsul ermittelt.

## Nachlass
Im Bundesarchiv haben sich einige Personalunterlagen zu Belding erhalten. Namentlich befindet sich im Bestand des ehemaligen Berlin Document Center eine SA-Personalakte (SA-Mikrofilm 36, Bilder 101 bis 111) und eine Akte des Obersten Parteigerichtes (OPG-NA-Mikrofilm, Bilder 2422 bis 2426).